# El Hadji Seck
El Hadji Seck (Diamniadio, 14 januari 2007) is een Senegalees voetballer die sinds 2025 uitkomt voor KAA Gent.

## Carrière
Seck maakte in januari 2025 de overstap van Diambars FC naar KAA Gent. Seck werd er aanvankelijk ondergebracht bij Jong KAA Gent, het beloftenelftal van de club in Eerste nationale. In de tweede helft van het seizoen speelde hij twee competitiewedstrijden voor de Gentse beloften: op 16 maart 2025 viel hij in tegen SV Belisia Bilzen, op 12 april 2025 speelde hij een volledige wedstrijd tegen Hoogstraten VV. Een week voor de wedstrijd tegen Hoogstraten had Jong Gent zich al verzekerd van de titel in zijn reeks.
Op 8 augustus 2025 maakte hij zijn debuut in de Belgische profreeksen: op de openingsspeeldag van de Challenger Pro League liet trainer Thomas Matton hem starten tegen Olympic Club Charleroi. Seck maakte op het kwartier het eerste doelpunt ooit van Jong Gent in de profreeksen. In de 68e minuut scoorde hij ook het derde doelpunt van de partij.
2 Kotto ·
3 Brown ·
4 Watanabe ·
5 Lopes ·
6 Gandelman ·
8 Gerkens ·
9 Guðjohnsen ·
10 Omgba ·
11 Sonko ·
12 Gambor ·
13 Mitrović ·
14 Vanzeir‎ ·
15 Ito ·
16 Delorge ·
17 Hjulsager ·
18 Samoise ·
19 Surdez ·
20 Araújo ·
21 Dean ·
22 Fadiga ·
23 Torunarigha ·
24 Kums  ·
26 Fortin ·
27 De Vlieger ·
29 Varela ·
30 De Schrevel ·
32 Vandenberghe ·
33 Roef ·
35 De Meyer ·
45 Goore ·
Coach: Milićević
· Assistent-coach: Van Dessel